# Cmolas
Pour la commune, voir Cmolas (gmina).
Cmolas est une localité polonaise, siège de la gmina de Cmolas, située dans le powiat de Kolbuszowa en voïvodie des Basses-Carpates.